# Борщівка (Теофіпольська селищна громада)
Борщі́вка — село в Україні, у Теофіпольській селищній громаді Хмельницького району Хмельницької області.
Розташоване на півночі району, за 50 км від райцентру. До 2020 центр Борщівської сільської ради (утворена 1993 року). До складу сільради також входило село Василівка.
У селі 102 двори, 266 мешканців (2007).

## Історія
Село вперше згадується в архівних документах князів Сапєгів від 1572 року. Захопивши землі Базалійщини, князь Костянтин Острозький заснував тут багато поселень, в тому числі і Борщівку. На це 29 травня 1578 року скаржився Кременецькому земському суду поміщик Федір Сенюта. Назва села походить від рослини – борщівника, листя якого використовувалося для їжі. 
В XVI сторіччі належала до луцької єпіскопії, але в 1598 році її забрав собі князь Костянтин Острозький. На початку XVIII сторіччя, внаслідок татарських нападів, залишилась майже знищена. Відбудована в 1715 році. Станом на 1886 рік в колишньому власницькому селі Колківської волості Старокостянтинівського повіту Волинської губернії мешкало 348 осіб, налічувалось 115 дворових господарств, існувала православна церква, школа, постоялий будинок, водяний і вітряний млини.
За переписом 1897 року кількість мешканців зросла до 596 осіб (290 чоловічої статі та 306 — жіночої), з яких 527 — православної віри, 59 — римо-католицької.
7 (20) листопада 1917 року, відповідно до.Третього Універсалу Української Центральної Ради, увійшло до складу Української Народної Республіки.
12 червня 2020 року, відповідно до розпорядження Кабінету Міністрів України № 727-р «Про визначення адміністративних центрів та затвердження територій територіальних громад Хмельницької області», увійшло до складу Теофіпольської селищної громади.
19 липня 2020 року, в результаті адміністративно-територіальної реформи та ліквідації Теофіпольського району, село увійшло до складу Хмельницького району.

## Сучасний стан
Будинок культури, клуб, бібліотека, загальноосвітня школа. ТОВ «Вікторія».

## Корисні посилання
- Борщівська сільська рада на сайті Хмельницької ОДА

| Україна | Це незавершена стаття з географії України. Ви можете допомогти проєкту, виправивши або дописавши її. |